# تالياكوتسو
تالياكوتسو (بالإيطالية: Tagliacozzo)‏ هي بلدية في مقاطعة لاكويلا في إقليم أبروتسو الإيطالي.

## السكان
في سنة 1861 بلغ عدد السكان 7٬471 نسمة، وتطور العدد ليصل في سنة 2011 لـ 6٬939 نسمة.
يظهر هذا المخطط البياني تطور النمو السكاني لـ تالياكوتسو

## توأمة
لتالياكوتسو اتفاقيات توأمة مع:
- يونكيرس